# Smith & Wesson Model 10
Smith & Wesson Model 10 (рус. Смит энд вессон Модель 10) — шестизарядный револьвер производства Smith & Wesson с УСМ двойного действия калибра .38, первоначально производившийся с 1899 года как модель Smith & Wesson .38 Hand Ejector. Ранее был известен как Smith & Wesson Military & Police (рус. «Военный и полицейский»), а также производившийся во время Второй мировой войны Smith & Wesson Victory Model.

## История
В 1899 году во время испано-американской войны правительство США заказало у фабрики «Смит и Вессон» три тысячи новых револьверов, тысяча из которых предназначалось армии США, и две тысячи — военно-морскому флоту.
Концепция револьвера на цельной раме с ударно-спусковым механизмом двойного действия и откидывающимся в сторону барабаном была впервые применена в последнем десятилетии XIX века. Разработал концепцию в 1879 г. Айвер Джонсон, а на фабрике Кольт она была впервые внедрена на серийных моделях револьверов 1889-90 годах. «Смит и Вессон» также решили применить эту концепцию в своём новом револьвере. Поскольку в револьверах того времени для обслуживания и перезарядки массово применялась схема несущей рамы с откидывающимся вниз вместе с барабаном стволом (что позволяло автоматизировать процесс выброса гильз для сокращения времени перезарядки), на S&W новую модель назвали «Hand Ejector» — для более явного отличия, а типовую платформу револьвера обозначили заводским индексом «K» («K-frame»).

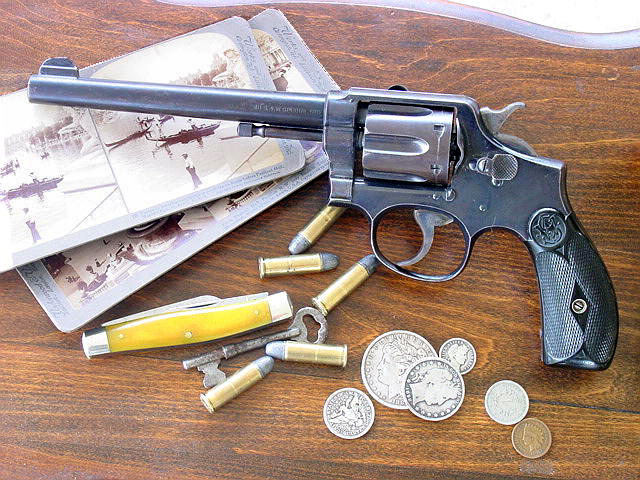
Первая модель M&P выпуска 1899 года. Стержень экстрактора защищался коротким наплывом внизу ствола на более поздних модификациях

Однако война успела закончиться до того, как была изготовлена первая единица. Но заказ отменён не был, и первые партии оружия были поставлены в начале 1899. К этому моменту револьвер уже был известен как «.38 Hand Ejector, Military and Police Model». Военная модификация имела ствол длиной 6,5 дюйма (165 мм) и рукоятку с щёчками из орехового дерева. Гражданский вариант револьвера оснащался укороченным до 4 дюймов (101 мм) стволом, а рукоятка имела рифлёные щёчки из твёрдой резины. На всех модификациях револьвера барабан откидывался в левую сторону, а прицельные приспособления были максимально просты и представляли собой неподвижную мушку на стволе и целик в виде продольной канавки на верхней поверхности рамки.
Уже было произведено 20975 штук, когда в 1902 году Hand Ejector претерпел первую серьёзную модификацию. Изменения касались значительной модернизации внутренней схемы УСМ с целью его упрощения, а также добавления небольшого наплыва внизу ствола для предохранения стержня экстрактора гильз от случайного нажатия. Револьвер данной модификации также позволял применять новый патрон .38 S&W Special (или просто .38 Special, .38Spl), разработанный в том же 1902 году. В ходе лёгкой модернизации патрона .38 Long Colt пуля была слегка удлинена, масса её при этом возросла с 9,7 г до 10,2 г, а заряд пороха был увеличен с 18 до 21 грана (с 1,112 г до 1,3 г). Применение экстрактора со стержнем увеличенного диаметра позволяло также применять патрон .32-20. В течение двух последующих лет было произведено ещё около 13000 револьверов.
Следующая модификация 1905 года получила новый вариант рукоятки — с трапециевидной формой. В таком варианте наведение револьвера на цель оказалось более удобным. Также эта модификация могла снабжаться стволом длиной 4 дюйма (101 мм), 5 (127 мм), 6 (152 мм) или 6,5 (165 мм). Были доступны воронёный или никелированный варианты как под патрон .38Spl, так и .32-20.
Различные модификации в конце 1905 года касались только длин ствола и вариантов покрытия. В 1908 году незначительные изменения были выполнены в конструкции УСМ. В последней, четвёртой, модификации образца 1905 года револьвер производился с 1915 года без каких-либо существенных изменений, пока в 1940 не потребовалось их внести из-за начавшейся Второй мировой войны.

### Victory Model
Производившийся в период с 1940 по 1945 годы армейский вариант S&W Model 10 имел номера с префиксом «v» и был известен как Smith & Wesson Victory Model. В годы Второй мировой войны более 570000 шт. этой модели, изготовленных под британский патрон .38/200, который уже применялся в револьверах Enfield № 2 Mk-I и Webley Мк IV, было поставлено по ленд-лизу в Великобританию, Канаду, Австралию, Новую Зеландию и Южную Африку. Большинство переданных в Великобританию Victory Model были оснащены стволами длиной 4 и 5 дюймов (101 и 127 мм), хотя несколько более ранних версий имели 6-дюймовый (152 мм) ствол. В целом, в вооружённых силах Великобритании и других стран Британского содружества наций предпочтение было отдано Smith & Wesson .38/200 перед их стандартным револьвером Энфилда.
В армии США во время Второй мировой войны револьвер Victory Model использовался с хорошо известным и популярным патроном .38 Special. Victory Model стандартного исполнения был личным оружием солдат и офицеров американских военно-морских сил и морской авиации, им также оснащали охранников заводов и оборонных объектов на всей территории США во время войны. Некоторое количество этих револьверов оставались на службе и в 1990-х годах в подразделениях Вооружённых сил США, в том числе и у Береговой охраны. Несколько ленд-лизовских единиц Victory Model под британский патрон .38/200, было возвращено в США и переделано под более популярный и мощный патрон .38Spl, обычно такие револьверы имеют на своих стволах соответствующее обозначение. Переделка под патрон .38Spl приводила к увеличению размера камор, что могло привести к возникновению проблем.
Антикоррозионная защита металлических частей Victory Model выполнялась, как правило, фосфатированием с предварительной пескоструйной обработкой, которая заметно отличалась от более высококачественного воронения, никелирования или хромирования, обычно использовавшегося для коммерческих револьверов M&P/Model 10. К числу других отличительных черт Victory Model относится наличие кольца для пистолетного ремня снизу рукоятки и гладкие (без насечек) чашечки самой рукоятки.
Единственную модернизацию Victory Model претерпел в 1944 году, в результате которой револьвер получил улучшенный УСМ. Номера на револьверах этой модернизации начинались с префикса VS.

### Модели периода после Второй мировой войны
После окончания Второй мировой войны фабрика Smith and Wesson возобновила производство серии M&P. Наряду с косметическими изменениями и введением рукоятки типа «магна», подпружиненный предохранитель уступил место кулачковому механизму, приводимому в движение в канале щёчки рукоятки (Smith 1968). В 1957 году на Smith and Wesson перешли к числовому обозначению моделей оружия, в результате чего M&P был переименован в Model 10.

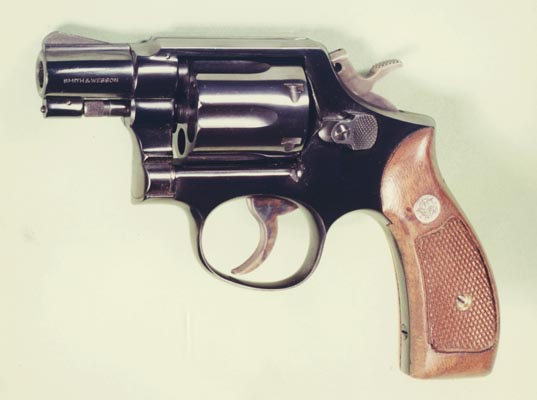
[http://www.inetres.com/gp/military/infantry/pistol/M10.html S&W M10 воронёный с 2-дюймовым стволом

M&P/Model 10 был доступен двух вариантах исполнения — воронёном или никелированном. Также на протяжении многих лет предлагалась модель с круглой или квадратной рукояткой (то есть щёчками рукоятки). Начиная с модели Model 10-5 в конце 1960-х годов, конический ствол с его «визитной карточкой» — мушкой в форме полумесяца — был заменён на цилиндрический ствол с трапециевидной мушкой. Последняя модель Model 10s совместима с любым патроном .38Spl, выпускаемым и поныне, включая серию патронов с высоким давлением в стволе вплоть до уровня +P+.
Как и следует из названия, револьвер S&W Military & Police был разработан для применения в армии и полиции. В этой связи Model 10 был очень успешным и его производство продолжается и поныне. Model 10 также пользуется популярностью среди гражданского населения в странах, где разрешено частное владение пистолетами.

### Варианты калибра.357 Magnum
После выпуска малой партии прототипа Model 10-6 калибра .357 Magnum, фабрика Smith and Wesson представила Model 13 heavy barrel («тяжелый ствол») из углеродистой стали и затем Model 65 из нержавеющей стали. Оба револьвера оснащались стволами различной массы и длины — обычно 3 и 4 дюйма с приливом снизу или без него. Производство модели 13 было начато в 1974 году и продолжалось до 1999 года. Модель 65 производилась с 1972 по 1999 год. Обе модели из воронёной или нержавеющей стали пользовались популярностью в полиции и ФБР, а вариант модели 65, представленный в линейке Ladysmith, производился в 1992—1999 годах. В 2005 году S&W прекратил производство револьверов калибра .357 Magnum на раме стандарта К, полностью перейдя к использованию рамы L.

## Использование
- Австралия — крупная партия револьверов на протяжении нескольких десятилетий использовалась в полиции Австралии, однако в ходе постепенного перевооружения полицейских на самозарядные пистолеты они были переданы на складское хранение. В дальнейшем, свыше 10 000 шт. снятых с вооружения револьверов этой модели были проданы в США[8].
- Великобритания
- Гонконг — состояли на вооружении полиции Гонконга, с июля 2024 года заменяются на пистолеты QSZ-92 производства КНР (под индексом CF98-A)[9].
- Ирландия — в 2000-е годы детективы Гарда Шихана обучались стрельбе из этих револьверов[10]
- Куба
- Мексика
- Новая Зеландия
- Пакистан
- США — использовались полицией, частными охранными структурами и продавались в качестве гражданского оружия
- ЮАР